# Szergej Ivanovics Rudenko
Szergej Rudenko, teljes nevén Szergej Ivanovics Rudenko (Harkiv, 1885. február 16. – Leningrád, 1969. július 16.) – orosz és szovjet régész, antropológus, etnológus, hidrológus. A földrajztudományok magisztere (1917), a műszaki tudományok doktora (1944), professzor (1919, 1950), az Orosz Földrajzi Társaság rendes tagja (1911), a Párizsi Antropológiai Társaság tagja.

## Életpályája
Szergej Rudenko 1885. február 16-án született az oroszországi Harkovban. 1904 és 1910 között a Szentpétervári Egyetem fizikai és matematikai kara természettudományi tanszékének hallgatója volt, majd az egyetemen maradt, hogy felkészüljön a professzori állásra. 1906-ban és 1907-ben expedíciót tett Baskíriába, 1908-ban néprajzi kutatásokat végzett a volgai népek: csuvasok, marik és mordvinok körében, kiállítási tárgyakat gyűjtött az Orosz Múzeum néprajzi osztálya számára.
1910-től részt vett az Orosz Földrajzi Társaság térképészeti bizottságának munkájában. Egy Ob-medencei expedíció során tanulmányozta a hanti népet. Az Urálban a baskírok antropológiáját és néprajzát, Nyugat-Szibéria déli részén pedig az altáji népet tanulmányozta. Az 1913–1914-es években tudományos tanulmányi úton járt Olaszországban, Franciaországban, Törökországban, Palesztinában, Egyiptomban; tanult a párizsi antropológiai iskolában. Hazatérése után 1914-ben a Szentpétervári Egyetem földrajz-antropológiai tanszékének professzorává választották.
1917-ben tagja volt az Oroszország és a szomszédos országok lakosságának törzsi összetételét vizsgáló bizottságnak. 1919 és 1921 között a Szovjetunióban dolgozott. A Tomszki Egyetem Földrajzi Tanszékének professzora, a Fizikai és Matematikai Kar dékánja. 1921-től 1954-ig a Leningrádi Egyetem antropológiai tanszékének professzora. Ugyanakkor az Állami Orosz Múzeum igazgatóhelyetteseként dolgozott, ahol a néprajzi osztályt vezette.
1927–1930 között a Szovjetunió Tudományos Akadémiája baskír expedíciójának vezetője volt. 1930-ban letartóztatták, 1934-ig a Balti–Fehér-tenger-csatorna építésén dolgozott elítéltként. 1934–1938 között – már szabadlábon – a Balti–Fehér-tenger-csatorna leningrádi irodájának, 1938-41-ben a Hidrológiai Intézetnek volt a munkatársa; hidrológiával foglalkozott (a szolikamszki vízrendszer tervezése), 1942-ben a Leningrádi Front hidrometeorológiai szolgálati osztályának vezetője volt.
1942-től az Anyagi Kultúrtörténeti Intézetben (1953–67-ben a régészeti technológia laboratóriumának vezetője) és a Szovjetunió Tudományos Akadémiája Néprajzi Intézetében (az antropológiai osztály vezetője), 1944–1950 között a Leningrádi Állami Egyetem professzora volt. 1945-ben Kivak ősi beringiai település ásatásain vett részt, még ugyanebben az évben a műszaki tudományok doktorává választották.
1947-1954 között az Altaj-hegység vidékére indított régészeti expedíció vezetője volt, amely paziriki temetkezéseket fedezett fel. 1965-ben az Orosz Földrajzi Társaság a Pjotr Szemjonov-Tyan-Sanszkijról elnevezett aranyéremmel tüntette ki.

## Főbb munkái
- Sz. I. Rudenko: Tűzkivonás súrlódással a csuvas népeknél // ISTC. VOL. I. - Spb.: 1911. - С. 61-68;
- Baskírok: tapasztalatok a néprajzi monográfiáról. Ч. 1. A baskírok fizikai típusa. - S., 1916; 2. rész: A baskírok élete. - Л., 1925;
- „Az ukrán nép antropológiai viszonyainak áttekintése” (I. Rakovszkijjal közösen írta, 1925);
- A Bering-tenger ősi kultúrája és az eszkimók problémája. - M.-L., 1947;
- Hegyi-altáji leletek és a szkíták. - M.-L., 1952;
- A hegyi Altaj lakosságának kultúrája a szkíta korban. - M.-L., 1953.
- Baskírok: történeti és néprajzi vázlatok. - M.-L., 1955;
- A Közép-Altaj lakosságának kultúrája a szkíta korban. M.; L., 1960;
- A hunok és a noinulini kurgánok kultúrája. M.; L., 1962;
- Nagy Péter szibériai gyűjteménye. M.; L., 1962.

## Fordítás
Ez a szócikk részben vagy egészben  a(z)   Руденко, Сергей Иванович című orosz Wikipédia-szócikk fordításán alapul.  Az eredeti cikk szerkesztőit annak laptörténete sorolja fel. Ez a jelzés csupán a megfogalmazás eredetét és a szerzői jogokat jelzi, nem szolgál a cikkben szereplő információk forrásmegjelöléseként.